# 龙船调
《龙船调》是中国土家族的一首民歌之一，世界二十五大民歌之一。源于中国湖北省恩施州利川市。

## 歌词
正月里是新年哪咿呦喂
妹娃我去拜年哪呵喂
正月里是新年哪咿呦喂
妹娃我去拜年哪呵喂
金哪银儿索银哪银儿索
那阳鹊叫啊是捎着莺鸽啊捎着莺阿鸽
白：妹娃要过河是哪个来推我吗
答：我来推你吗
捎公你把舵搬哪妹娃子我上了船
啊喂噎唑啊喂噎唑将阿妹推过河呦呵喂
二月里是春分哪咿呦喂
妹娃子去探亲哪呵喂
金哪银儿索银哪银儿索
那阳鹊叫啊是捎着莺鸽啊捎着莺阿鸽
白：妹娃要过河是哪个来推我吗
答：还不是我来推你吗
捎公你把舵搬哪妹娃子我上了船
啊喂噎唑啊喂噎唑将阿妹推过河呦呵喂
我来推你吗还是我来推你吗

## 演唱者
中国的歌唱家宋祖英曾经将这首歌在维也纳金色大厅进行了演唱，有意思的是，为她伴唱的并不是地道的土家族人，而是一些德国艺术家－－他们为了能够在台上喊好“我来推你嘛”这句而练习了两个月。也正是这首歌，让宋祖英登上了民歌大家的舞台。

## 发源地争端
这首歌的发源地曾经引发了比较大的争端，包括湖北省宜昌市长阳土家族自治县等在内的多个地区曾经因为这个问题而进行过争议。